# ハマト・ガデル

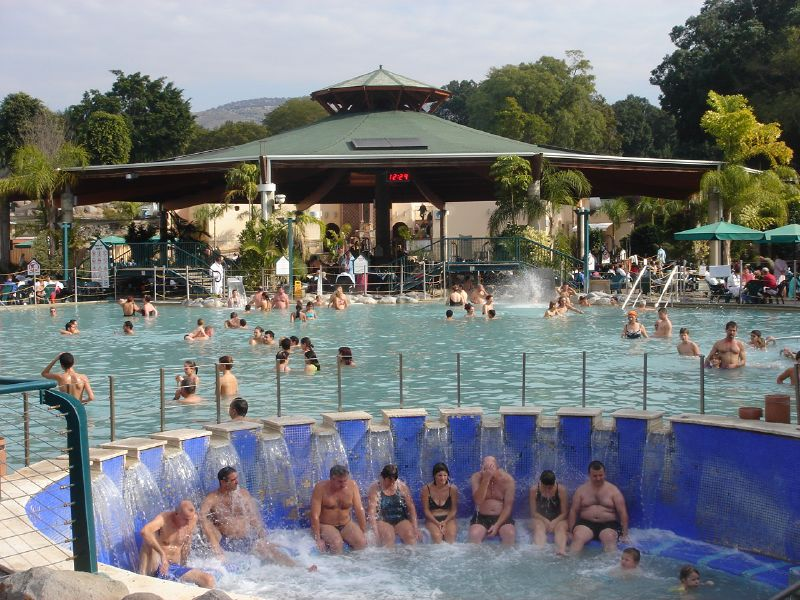
日中のハマト・ガデル

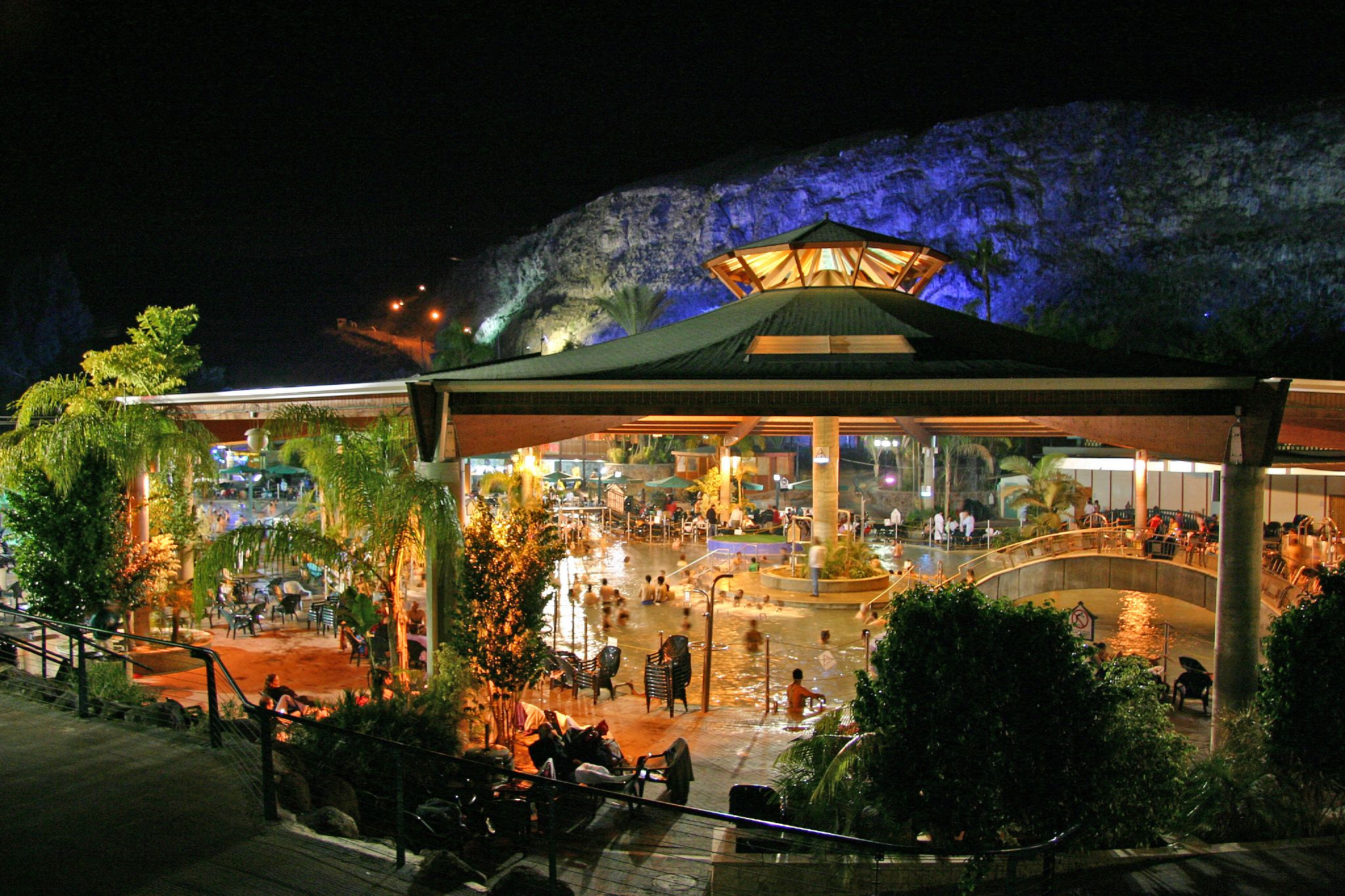
夜間のハマト・ガデル

ハマト・ガデル（ヘブライ語：חמת גדר）はイスラエルのガリラヤ湖に近いヤルムーク川にある温泉保養地。イスラエル、ヨルダン、シリアの国境が交わる地点に位置し、イスラエル領となっている。その名の『ガダラの温泉』は50℃以下の鉱物泉が複数あることに由来する。ガダラは現在のヨルダン領ウンム・カイス（Umm Qais）であり、ここから4kmの距離にある。アラビア語では「温泉」を意味する「ハンマ（al-Hanma）」と呼ばれている。

## 歴史

### 古代・中世
ローマ帝国時代には既にハマト・ガデルは保養地として広く知られていた。温泉の存在はストラボン、オリゲネス、エウナピオスらによって言及され、紀元1世紀のラビ文学でもハマト・ガデルについて触れられている。
2世紀にガダラの町に駐屯するローマ第10軍団によって公衆浴場が建設される。公衆浴場の跡地から建設期間は2つに分かれていることが明らかになっている。ローマ帝国・東ローマ帝国の時代に公衆浴場の大部分が建設され、イスラム勢力の支配期には既存の建設物に大幅な変更が加えられる。
遺跡に含まれるローマ劇場は3世紀に建設されたもので、2,000の客席を有する。大シナゴーグは5世紀に建立されたものである。
7世紀に発生した地震によっていくつかの建物が破損するが、633年にダマスカスのウマイヤ朝のカリフによって修復された。1世紀後の749年にガラリヤで発生した地震の被害を受ける。最終的に浴場は9世紀に放棄され、遺跡の跡地は厚いシルトの層に覆われた。

### 近現代
イギリス領パレスチナとフランス領シリアの境界が1923年に引かれると、エル・ハンマ（現イスラエル）とウンム・カイス（現ヨルダン）とその間にあるハマト・ガデルはイギリス領入りした。
第1次中東戦争ののちイスラエル領になったこの地はシリア軍に占拠された。
1967年の6日間戦争中にイスラエル軍がゴラン高原を制圧するとイスラエル人が自由にこの地に出入できるようになり、行楽地としての開発がすすんだ。1977年に温泉保養施設の建設が開始され、ヘブライ語のハマト・ガデルに改称された。